# Christodoulos Christodoulides
Christodoulos Christodoulides (nacido el 22 de agosto de 1976) es un judoca chipriota que ganó la medalla de plata en los Juegos de la Mancomunidad en 2002. En la final fue derrotado por el australiano Tom Hill. También representó a Chipre en los Juegos Olímpicos de Atenas 2004 en la categoría de 73 kg pero fue eliminado por el portugués João Neto en la Primera Ronda. En su carrera ganó también tres medallas de oro en su natal Chipre en los Juegos de los Pequeños Estados de Europa, de 1999, 2001 y 2003.

## Archivos
| Año  | Torneo                      | Puesto | Categoría           |
| ---- | --------------------------- | ------ | ------------------- |
| 2003 | European Judo Championships | 7th    | Lightweight (73 kg) |
| 2002 | Commonwealth Games          | 2nd    | Lightweight (73 kg) |